# Kruidensnavelkogeltje
Het kruidensnavelkogeltje (Gnomoniopsis comari) is een schimmel behorend tot de familie Gnomoniaceae. Het veroorzaakt bladvlekken met zwarte, langhalzige ascomata.

## Kenmerken
De asci meten 4-8 x 20-35 µm en de ascosporen meten 2-3 x 7-13 µm.

## Verpsreiding
In Nederland komt het kruidensnavelkogeltje uiterst zeldzaam voor.